# Tero Mäntylä
Tero Juhani Mäntylä (ur. 18 kwietnia 1991 w Seinäjoki) – fiński piłkarz grający na pozycji środkowego obrońcy. Od 2019 jest zawodnikiem klubu HIFK Fotboll.

## Życiorys

### Lata młodości
Syn Merji i Jariego, ma siostrę Sini. Od czwartego do piętnastego roku życia trenował siatkówkę.

### Kariera klubowa
Swoją karierę piłkarską Mäntylä rozpoczął w klubie Seinäjoen Jalkapallokerho. W 2007 roku awansował do kadry pierwszego zespołu i zadebiutował w nim w trzeciej lidze fińskiej. W 2008 roku przeszedł do Portsmouth, jednak przez trzy sezony gry w nim nie zaliczył debiutu w Premier League. W sierpniu 2010 roku wrócił do Finlandii i został piłkarzem Interu Turku. Swój debiut w nim zanotował 8 sierpnia 2010 w przegranym 1:3 domowym meczu z Kuopion Palloseura. W 2011 roku wywalczył z Interem wicemistrzostwo Finlandii.
W styczniu 2012 roku Mäntylä przeszedł do bułgarskiego klubu Łudogorec Razgrad. Zadebiutował w nim 7 kwietnia 2012 w zwycięskim 3:0 domowym meczu z Botewem Wraca. W sezonach 2011/2012, 2012/2013 i 2013/2014 wywalczył z Łudogorcem trzy z rzędu mistrzostwa Bułgarii. Zdobył też dwa Puchary Bułgarii (2012, 2014) i Superpuchar w 2012. W grudniu 2014 podpisał trzyletni kontrakt z Aalesunds FK.
W latach 2017–2018 ponownie występował w Inter Turku.
15 lutego 2019 podpisał kontrakt z fińskim klubem HIFK Fotboll, umowa do 31 grudnia 2019.

### Kariera reprezentacyjna
W reprezentacji Finlandii Mäntylä zadebiutował 21 maja 2014 w zremisowanym 2:2 towarzyskim meczu z Czechami, rozegranym w Helsinkach. W 46. minucie tego meczu zmienił Niklasa Moisandera.

## Statystyki

### Klubowe
Stan na 28 września 2019
| Sezon   | Klub                      | Kraj      | Rozgrywki      | Mecze | Bramki |
| ------- | ------------------------- | --------- | -------------- | ----- | ------ |
| 2007    | Seinäjoen Jalkapallokerho | Finlandia | Kakkonen       | 24    | 0      |
| 2007/08 | Portsmouth                | Anglia    | Premier League | 26    | 8      |
| 2008/09 | Portsmouth                | Anglia    | Premier League | 0     | 0      |
| 2009/10 | Portsmouth                | Anglia    | Premier League | 0     | 0      |
| 2010    | Inter Turku               | Finlandia | Veikkausliiga  | 10    | 0      |
| 2011    | Inter Turku               | Finlandia | Veikkausliiga  | 23    | 0      |
| 2011/12 | Łudogorec Razgrad         | Bułgaria  | A PFG          | 3     | 0      |
| 2012/13 | Łudogorec Razgrad         | Bułgaria  | A PFG          | 5     | 0      |
| 2013/14 | Łudogorec Razgrad         | Bułgaria  | A PFG          | 17    | 0      |
| 2014/15 | Łudogorec Razgrad         | Bułgaria  | A PFG          | 2     | 0      |
| 2015    | Aalesunds FK              | Norwegia  | Tippeligaen    | 16    | 0      |
| 2016    | Aalesunds FK              | Norwegia  | Tippeligaen    | 3     | 0      |
| 2017    | Aalesunds FK              | Norwegia  | Tippeligaen    | 0     | 0      |
| 2017    | Inter Turku               | Finlandia | Veikkausliiga  | 12    | 0      |
| 2018    | Inter Turku               | Finlandia | Veikkausliiga  | 26    | 0      |
| 2019    | HIFK Fotboll              | Finlandia | Veikkausliiga  | 20    | 0      |